# La canción más triste del mundo
La música más triste del mundo (en inglés: The Saddest Music in the World) es una película canadiense de 2003 dirigida por Guy Maddin. Con un presupuesto de 3,8 millones de dólares y filmada en 24 días, la película marca la primera colaboración de Maddin con la actriz Isabella Rossellini.

## Trama
Durante la Gran Depresión de 1933, en Winnipeg (Manitoba, Canadá), la baronesa de la cerveza Lady Helen Port-Huntley convoca un concurso para encontrar la música más triste del mundo, como reclamo publicitario para promocionar su empresa, la cerveza Muskeg, ya que la Ley Seca está a punto de terminar en Estados Unidos. El premio es de 25.000 "dólares de la era de la Depresión" y músicos de todo el mundo acuden a Winnipeg para competir. Chester Kent, un productor de Broadway en decadencia, decide presentarse al concurso representando a Estados Unidos, a pesar de ser canadiense y originario de Winnipeg. Un viejo adivino le predice su perdición, pero Chester se burla de esta predicción haciendo que su novia Narcissa, amnésica y ninfómana, le masturbe. También participan en el concurso el padre de Chester, Fyodor, que representa a Canadá, y su hermano Roderick, que representa a Serbia como "Gavrilo el Grande" (aunque también es canadiense).
Se revela que Fyodor está enamorado de Helen, con la que una vez esperó casarse. Sin embargo, Helen y Chester tuvieron una aventura y los tres sufrieron un accidente cuando Fyodor se puso delante del coche de Chester mientras Helen le practicaba sexo oral. Helen sufrió la amputación de ambas piernas y Fyodor se convirtió en alcohólico, mientras que Chester se marchó a Broadway. Tras el regreso de Chester y la reanudación de su relación con Helen, Fyodor renuncia a la bebida y fabrica unas piernas protésicas llenas de cerveza para intentar ganarse el amor de Helen.
Mientras tanto, Roderick descubre que Narcissa, la novia de Chester, es su esposa desaparecida, que ha olvidado tanto su matrimonio como a su hijo tras la muerte del niño (Roderick lleva el corazón del niño en un frasco, conservado en sus propias lágrimas). Helen amaña el concurso para favorecer a Chester/América, y Fyodor/Canadá pierde rápidamente tras cantar "Red Maple Leaves", aunque Roderick/Serbia avanza. Aunque Roderick y Narcissa tienen relaciones sexuales, ella sigue sin recordar su matrimonio, y él rompe accidentalmente el frasco que contiene el corazón de su hijo (que es atravesado por un fragmento de cristal), y aunque Helen adora sus nuevas piernas de cerveza de cristal, sigue odiando a Fyodor. Entonces, Fyodor se bebe una pierna de cerveza y cae por el tejado de la sala de conciertos hasta morir.
Helen aparece en la actuación final de Chester, pero sus piernas gotean y explotan cuando Roderick toca. Roderick cambia entonces de tono y toca "The Song Is You", que había jurado no interpretar hasta reunirse con su esposa. La canción recupera la memoria de Narcissa y Chester, mientras tanto, es apuñalado hasta la muerte por Helen (usando un largo fragmento de sus piernas de cristal). Chester se niega a que esto le entristezca y se aleja tambaleándose, incendiando accidentalmente el edificio con su cigarro de la victoria. Chester muere tocando "The Song Is You" en el piano mientras el edificio arde.

## Reparto
- Mark McKinney como Chester Kent
- Isabella Rossellini como Lady Helen Port-Huntley
- María de Medeiros como Narcissa
- David Fox como Fyodor Kent
- Ross McMillan como Roderick Kent / Gravillo el Grande
- Louis Negin como vidente ciego
- Darcy Fehr como Teddy
- Claude Dorge como Duncan Elksworth
- Talia Pura como Mary
- Jeff Sutton como joven Chester
- Graeme Valentin como joven Roderick
- Maggie Nagle como la madre de Chester

## Recepción de la crítica
La música más triste del mundo fue bien recibida por la crítica. En el sitio web del agregador de reseñas Rotten Tomatoes, la película tiene un índice de aprobación del 79% basado en 103 reseñas y una calificación promedio de 7,1/10. El consenso crítico del sitio web dice: "Guy Maddin recrea perfectamente la apariencia de la década de 1930 en esta extraña imagen". En Metacritic, la película tiene una puntuación media ponderada de 78 sobre 100, basada en 33 críticas, lo que indica "críticas generalmente favorables".